# José Kanté
José Kanté Martínez (ur. 27 września 1990 w Sabadell) – gwinejski piłkarz, występujący na pozycji napastnika, w 2023 r. piłkarz Urawa Red Diamonds. Od 2016 reprezentant Gwinei. Posiada również obywatelstwo hiszpańskie.
W trakcie swojej kariery występował w Hiszpanii, Polsce, Kazachstanie, Chinach oraz Japonii.

## Przebieg kariery
Syn Gwinejczyka i Hiszpanki, od dziecka mieszkał w Hiszpanii. Wychowanek Gimnàstiku Tarragona, w swojej karierze grał też w zespołach CE Manresa, UE Rubí, AE Prat, Málaga CF B, AEK Larnaka, Wisła Płock oraz Górnik Zabrze.
18 czerwca 2018 podpisał dwuletni kontrakt z opcją przedłużenia o rok z Legią Warszawa. 27 października 2019 w wygranym przez Legię meczu Ekstraklasy z Wisłą Kraków (7:0) zdobył hat-tricka. 23 lutego 2021 rozwiązał kontrakt z warszawskim klubem. Po odejściu z Legii grał w Kajracie Ałmaty i Cangzhou Mighty Lions, aż w 2023 trafił do japońskiego Urawa Red Diamonds, którego trenerem był wówczas Maciej Skorża (wiążąc się kontraktem do końca czerwca 2025).